# Salomonensturmvogel
Der Salomonensturmvogel (Pseudobulweria becki) ist eine seltene Seevogelart aus der Gattung Pseudobulweria in der Familie der Sturmvögel (Procellaridae). Er war lange nur von zwei Exemplaren bekannt, die 1928 und 1929 gefangen wurden, bevor er 2007 wiederentdeckt wurde.

## Merkmale
Der Salomonensturmvogel ähnelt stark dem Tahiti-Sturmvogel (Pseudobulweria rostrata) und ist im Flugbild von diesem praktisch kaum zu unterscheiden. Die Körperlänge beträgt 29 cm. Schwanz und Flügel sind etwa 15 Prozent kleiner als beim Tahiti-Sturmvogel, die Körpermaße circa 25 Prozent kleiner. Auch der Schnabel ist dünner als beim Tahiti-Sturmvogel. Kopf, Kehle und Oberseite sind dunkelbraun mit einem leichten Schimmer. Die Unterflügel sind ebenfalls dunkel außer einer weißen Binde, die je nach Individuum in ihrer Klarheit variiert. Die Unterseite des Gefieders ist weiß. Die Flügel sind gerade und lang. Die Stimme ist unbeschrieben.

## Entdeckung und Wiederentdeckung
Das erste bekannte Exemplar war ein Weibchen, das am 6. Januar 1928 von Rollo Beck, nach dem die Art wissenschaftlich benannt wurde, östlich von Neuirland und nördlich von Buka, Papua-Neuguinea, gesammelt wurde. Das zweite Exemplar, ein Männchen, wurde am 18. Mai 1929 von Hannibal Hamlin (einem Nachkommen des gleichnamigen Vizepräsidenten von Abraham Lincoln und Nachfolger von Beck auf der Whitney South Sea Expedition) nordöstlich von Rendova in den Salomonen gefangen. Seitdem hielt man die Art für ausgestorben, wenngleich es in den nachfolgenden Jahrzehnten immer wieder Sichtungen unidentifizierter Sturmvögel bei den Salomonen und im Bismarck-Archipel gegeben hat. 2003 sichtete der israelische Ornithologe Hadoram Shirihai, ein international renommierter Sturmvogelexperte, vor der Küste Neuirlands drei Exemplare, die möglicherweise Salomonensturmvögel repräsentierten. Im Juli und August 2007 gelang ihm schließlich die offiziell bestätigte Wiederentdeckung. An vier Stellen in den Küstengewässern Neuirlands beobachtete er während einer Woche 30 Exemplare an einem Tag und 16 Individuen auf einmal. Cape St. George am südlichen Ende von Neuirland erwies sich dabei als bevorzugter Aufenthaltsort, wo der Salomonensturmvogel den sympatrisch vorkommenden Tahiti-Sturmvogel zahlenmäßig übertraf. 2008 gab es weitere Sichtungen nahe der Insel Bougainville zwischen Neuirland und Neubritannien. 2010 wurden zwei Exemplare bei Efate im Vanuatu-Archipel nachgewiesen. 2006 wurde östlich des Great Barrier Reef ein Sturmvogel fotografiert, der möglicherweise ebenfalls diese Art repräsentiert. Die bislang größte Ansammlung von Salomonensturmvögeln mit über 100 Individuen konnte 2012 im Süden von Neuirland beobachtet werden.

## Systematik
Der Salomonensturmvogel wurde 1928 von Robert Cushman Murphy als Pterodroma becki beschrieben. Anschließend galt er lange innerhalb der Gattung Pterodroma als Unterart des Tahiti-Sturmvogels (P. rostrata becki). 2004 wurde er als eigenständige Art anerkannt und 2012 bestätigte eine DNA-Analyse eine nähere Verwandtschaft zum Macgillivray-Sturmvogel (Pseudobulweria macgillivrayi).

## Status
Die IUCN klassifiziert den Salomonensturmvogel in die Kategorie „vom Aussterben bedroht“ (critically endangered). BirdLife International geht von einem abnehmenden Bestand aus und schätzt die Population der Altvögel auf 50 bis 250 Exemplare. Die Hauptgefährdung geht von der Verwüstung der Brutplätze durch eingeschleppte Katzen und Ratten aus.